# Althea Garrison
Althea Garrison (Hahira, 7 de octubre de 1940) es una política estadounidense independiente de Boston, Massachusetts. Ha trabajado en el Ayuntamiento de Boston como consejera.
Garrison fue elegida por el Partido Republicano como miembro de la Cámara de Representantes de Massachusetts en 1992 y fue presidenta entre los años 1993 y 1995. Antes y después de su etapa en este lugar, se ha presentado sin éxito a varias elecciones para alcaldesa de Boston y para presidenta del país con el Partido Demócrata, Republicano y como independiente. Los medios la han definido como "candidata perenne".
Garrison es la primera persona trans en ser elegida miembro en unas elecciones estatales en Estados Unidos. El Boston Herald la sacó del armario en contra de su voluntad después de ser elegida en 1992.
Años después, Garrison fue miembro del Ayuntamiento de Boston de enero del 2019 a enero de 2020, cuando ocupó la vacante que dejó Ayanna Pressley cuando fue elegida para la Cámara de Representantes de Estados Unidos. En noviembre de 2019 perdió la reelección.

## Biografía
Nació en Hahira, Georgia, la más joven de siete hermanos. Estudió en el instituto Hahira. Se mudó a Boston para estudiar en la escuela de belleza, pero se inscribió en el Colegio Menor de Newbury y recibió un título de asociado. Años después, se graduó en Administración por la Universidad de Suffolk, y un grado en Trabajo Social por la Universidad de Lesley, además de un certificado de estudios en administración de la Universidad de Harvard.
En 1976 solicitó el cambio de nombre y se le concedió. Además de su etapa en la Casa de Representantes de Massachusetts, ha trabajado en la oficina de Recursos Humanos del controlador del Estado de Massachusetts. Durante cuatro años trabajó en el Consejo de Planificación de Área Metropolitano.

## Carrera política

### Primeros años
En 1982 y 1986, Garrison se presentó sin éxito para la Cámara de Representantes de Massachusetts como Demócrata. Tampoco tuvo éxito en las elecciones para el Ayuntamiento en 1983, 1985, 1987, 1989, y 1991. 
En la campaña de 1991, Boston Herald escribió que se había presentado nueve veces, aunque ella afirmó que era su décima o undécima elección. Ese año acabó en el tercer puesto en la elección primaria en el Distrito 7.

### Casa de Representantes de Massachusetts
En 1992 fue elegida representante del quinto distrito de Suffolk para la Casa de Representantes, en representación de las áreas de Boston de Dorchester y Roxbury. Su elección fue posible en parte porque impugnó algunas de las firmas que el entonces representante titular, Nelson Merced, había presentado para ser candidato en las elecciones primarias demócratas. De esta forma, evitó tener que enfrentarse a otro candidato. En las elecciones generales venció a Irene Roman, con 2,451 votos a 2,014.
No se publicitó que era trans hasta después de su elección, cuando el Boston Herald le preguntó si era un hombre. Garrison lo negó y terminó la conversación.
En su etapa en la Casa de Representantes, Garrison votó a favor de las propuestas de los sindicatos, y terminó siendo propuesta para su reelección por el AFL-CIO de Massachusetts. En muchas ocasiones votó con los Demócratas en contra de los Republicanos. Se opuso al matrimonio igualitario y al aborto.
Garrison fue derrotada en 1994 por el candidato Democrático Charlotte Golar Richie, con un margen de 2,108 votos a 1,718.

### Elecciones fallidas
Garrison fue candidata al menos 32 veces, pero todas ellas sin éxito:
- 1985: en las elecciones de 1985 al Ayuntamiento de Boston.
- 1987: en las elecciones de 1987 al Ayuntamiento de Boston.
- 1989: en las elecciones de 1989 al Ayuntamiento de Boston.
- 1991: en las elecciones de 1991 para representar al Distrito 7 en el Ayuntamiento de Boston.
- 1995: en las elecciones de 1995 para representar al Distrito 7 en el Ayuntamiento de Boston.
- 1997: en las elecciones de 1997 para representar al Distrito 7 en el Ayuntamiento de Boston.
- 1999: en las elecciones de 1999 para representar al Distrito 7 en el Ayuntamiento de Boston.
- 2000: Casa de Representantes de Massachusetts como "candidata progresista" Independiente[24]
- 2001: elecciones a alcaldesa de Boston[25]
- 2002: elecciones especiales para el primer distrito de Suffolk en el Senado de Massachusetts como Republicana[26]
- 2003: en las elecciones de 2003 al Ayuntamiento de Boston.[15]
- 2005: en las elecciones de 2005 al Ayuntamiento de Boston.[27]
- 2006: Casa de representantes de Massachusetts como candidata Republicana[28]
- 2009: en las elecciones de 2009 para representar al Distrito 7 en el Ayuntamiento de Boston.
- 2010: quinto distrito de Suffolk la Casa de Massachusetts. Acabó tercera en las primarias demócratas.[29]
- 2011: elección especial para llenar una vacante en el Ayuntamiento de Boston, Distrito 7. Eliminado en la elección preliminar de febrero[30][31]
- 2011: en las elecciones de 2011 para representar al Distrito 7 en el Ayuntamiento de Boston.
- 2013: en las elecciones de 2013 del Ayuntamiento de Boston.
- 2015: en las elecciones de 2015 para representar al Distrito 7 en el Ayuntamiento de Boston.
- 2017: en las elecciones de 2017 al Ayuntamiento de Boston (quinto lugar)
- 2018: quinto distrito de Suffolk en la Casa de Massachusetts como candidata independiente. Perdió con un 88.7% a 11% frente a Liz Miranda[32]
- 2019: elecciones de 2019 para el Ayuntamiento de Boston (séptimo sitio, puesto)[33]
- 2020: representante al condado de Suffolk (tercer puesto)[34]

### Ayuntamiento de Boston
Garrison fue elegida consejera y sucedió a Ayanna Pressley en el Ayuntamiento de Boston, cuando Pressley dejó su puesto por su elección en las elecciones al Congreso de Massachusetts de 2018. La ley exige que las vacantes sean ocupadas por los candidatos elegidos en anteriores elecciones, como era el caso de Garrison. Juró su cargo el 9 de enero de 2019. Se presentó como candidata en las elecciones de noviembre de ese año, pero acabó en el séptimo lugar entre los ocho candidatos.